# گربه بنگال

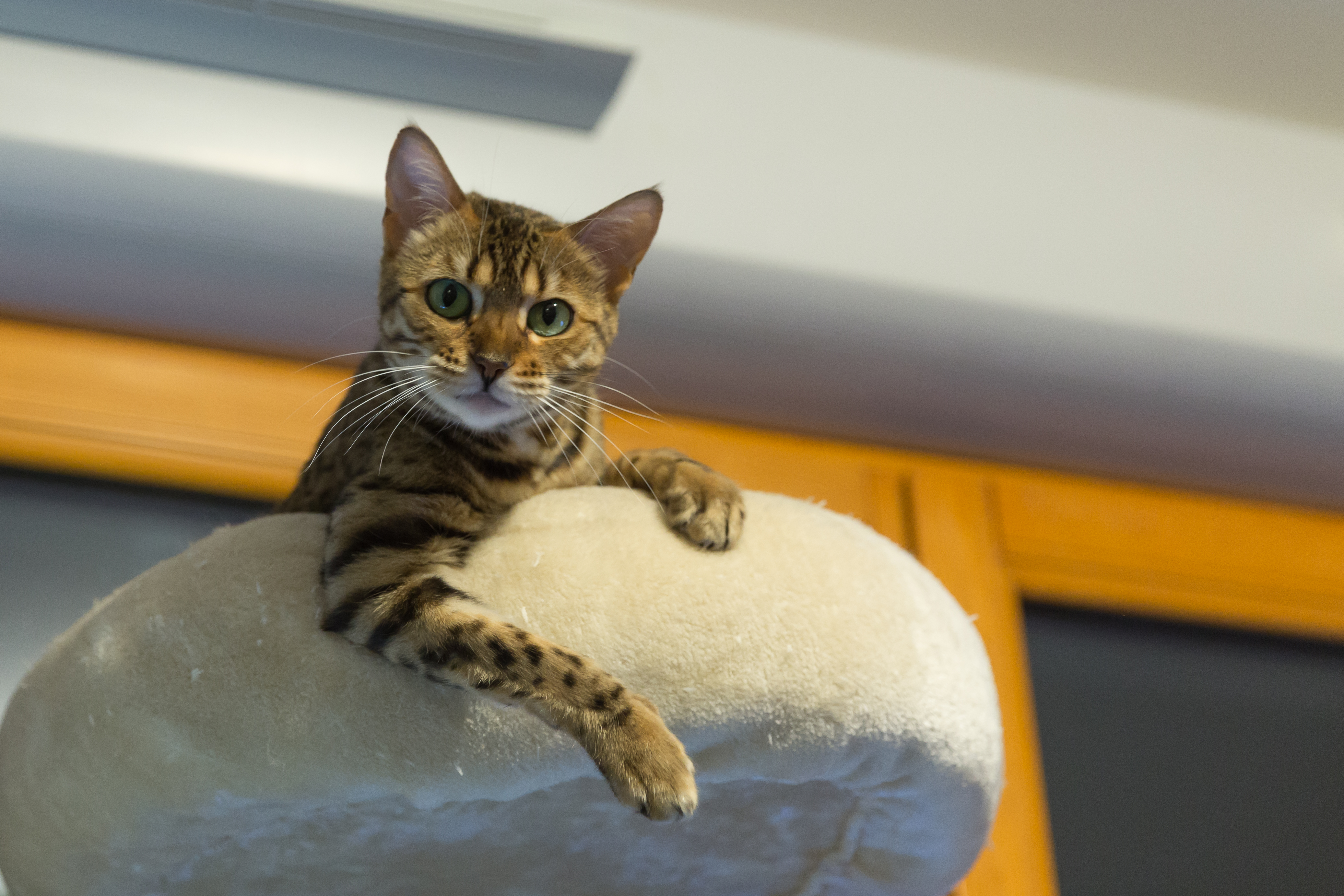

گربه بنگال یک نژاد نسبتاً جدید دورگه‌است که از آمیزش گربهٔ اهلی و گربه پلنگی آسیایی ایجاد شده‌است.
گربهٔ بنگال دارای مشخصات ظاهری وحشی بسیاری می‌باشد، مانند: خال‌های بزرگ، ماهیچه‌های پشت بازو و ران، شکم سایه روشن و ظاهر کلی بدنش که یادآور گربه پلنگی آسیایی است. بدن این نوع گربه ساختار عضلانی قوی و استخوان‌های سفت و محکم داشته، پنجه‌ها بزرگ و دایره‌ای شکل بوده و پاهای عقبی از پاهای جلو بلندتر است.
گربه‌های بنگال ساختار بدنی گربه پلنگی را با خلق و خوی اهلی یک گربهٔ خانگی دارا می‌باشند. گربه بنگال بسیار فعال بوده و علاقه زیادی به بالا رفتن از درخت و در و دیوار دارد.
نام گربه بنگال برای این جانور برگرفته از نام علمی گربه پلنگی آسیایی (Prionailurus bengalensis)، یک گربه‌سان وحشی بومی شرق آسیا می‌باشد. این گربه اندازه‌ای تقریباً مشابه با گربه اهلی اما کمی لاغرتر و بدنی کشیده‌تر دارد.
گربه بنگال یا بنگالی یکی از محبوب‌ترین گربه‌های خانگی است و با قیمتی حدود ۴۰۰۰ دلار در لیست گران‌قیمت‌ترین گربه‌های جهان قرار دارد.

## رفتار
گربه‌های بنگال باهوش، پر انرژی و بازیگوش هستند. بسیاری از دارندگان بنگال می‌گویند که بنگال آنها به طور طبیعی اشیا را بازیابی می‌کند، و اغلب از بازی در آب لذت می‌برند.
این گربه علاقه خاصی به ارتفاع دارد و به همین خاطر همیشه سعی می‌کند در خانه به بالای کمد و یا بالای یخچال و... برود. بنگال‌ها به طور کلی با اعتماد به نفس و کنجکاو هستند.

## آمار حیاتی گربه نژاد گربه بنگال
طول عمر: ۱۰ تا ۱۶ سال.

## وزن گربه نژاد گربه بنگال
بنگال یک نژاد گربه متوسط و بزرگ با اندازه بزرگ است. بنگال‌ها  بدنی کشیده و لاغر دارند. بنگال‌ها به دلیل داشتن ماهیچه‌های عضلانی، بزرگ‌تر از گربه خانگی متوسط هستند.
وزن: (۳٫۶-۶٫۸) کیلوگرم.

## شخصیت گربه نژاد گربه بنگال
پنجه‌های او مانند دست عمل می‌کند. بنگال گاهی مخرب می‌شود و رفتار غیرمعمول از خود نشان می‌دهد. علاقه زیادی به آب بازی دارد. ماهی‌های آکواریم، در خطر شکار پنجه‌های ماهر او هستند. او صعود به بلندی را دوست دارد و معمولاً در بلندترین نقطه خانه دیده می‌شود. همچنین دوست دارد با بازی پازل، هوش خود را به چالش بکشد.
نژاد بنگال محبت خود را با نشستن بر روی زانوهای شما نشان می‌دهد.

## مشکلات و سلامتی گربه نژاد گربه بنگال
هر دو گربه اصیل و نژاد مخلوط دچار مشکلات طبیعی و ژنتیکی می‌شوند ولی به‌طور کلی سالم هستند. گاهی دچار مشکلات زیر می‌شوند.
- نوروپاتی دیستال، یک بیماری سیستم عصبی است که باعث ضعف می‌شود. در بنگال در سن ۱ سالگی اتفاق می‌افتد. خوشبختانه، بسیاری از گربه‌ها خود به خود بهبود می‌یابند.
- سندرم بچه گربه تخت chested، بیماری بدشکلی است که می‌تواند از خفیف تا شدید متغیر باشد. بچه گربه‌ها که تا بزرگسالی زنده می‌مانند معمولاً علائم را در سن بلوغ نشان می‌دهند.
- دیسپلازی مفصل ران، که در موارد شدید می‌تواند باعث لنگش شود.
- کاردیومیوپاتی هیپرتروفیک، یک شکل از بیماری‌های قلبی این است که در برخی از نژادها ارثی است.
- در رفتگی کشکک، دررفتگی ارثی زانو که می‌تواند از خفیف تا شدید متغیر باشد. در موارد شدید می‌توان با عمل جراحی درمان کرد.
- آتروفی شبکیه مترقی، یک بیماری دژنراتیو چشم است.

## مراقبت از نژاد گربه بنگال
بنگال پوشش کوتاه و ضخیمی دارد، شانه زدن هفتگی برای از بین بردن موهای مرده و توزیع روغن پوست مناسب است. حمام به ندرت لازم است. 
مسواک زدن دندان برای جلوگیری از بیماری‌های پریودنتال لازم است. پیشنهاد می‌شود روزانه دندان‌های او را مسواک کنید. کوتاه کردن ناخن دو هفته یک بار پیشنهاد می‌شود. پاک کردن ترشحات گوشه‌های چشم با یکپارچه نرم و مرطوب لازم است. برای جلوگیری از انتشار عفونت بهتر است برای هر چشم از پارچه جداگانه استفاده کنید.
گوش‌ها را هفته‌ای یک بار بررسی کنید. اگر آن‌ها کثیف بودند، با یک توپ پنبه یا پارچه مرطوب و نرم و یا مرطوب با مخلوطی از سرکه سیب طبیعی و آب گرم پاک کنید.
بنگال را بهتر است فقط در محیط داخلی خانه نگه دارید، برای پیشگیری از بیماری‌های پخش شده توسط گربه‌های دیگرو حملات سگ.

## آراستن گربه نژاد گربه بنگال
بنگال، چالاک و باوقار، با بدن عضلانی قوی است. سر پهن و گوش‌های کوچک و گرد دارد. چشم درشت و بیضی شکل تقریباً گرد است. گردن عضلانی و بلند است. پاهای پشتی کمی بلندتر از پاهای جلویی هستند. دم اندازه متوسطی دارد به رنگ سیاه و سفید دیده می‌شود و شکم خال‌خالی دارد.
بنگال پوشش نرم و ابریشمی دارد. که به رنگ‌های قهوه‌ای، نقره‌ای، سیاه و سفید دیده می‌شود. پوشش می‌تواند به صورت راه‌راه یا خال‌خال باشد.

## میزان سازگاری گربه نژاد گربه بنگال
بنگال، گربه فعال و اجتماعی است و برای خانواده‌های داری کودک مناسب است. او می‌تواند آموزش‌ها را یاد بگیرد و علاقه زیادی به بازی‌های تعاملی دارد و خواستار توجه از کودکانی است که با او مهربان هستند. کودکان در سنین مدرسه با او سازگارترند. با سگ‌ها سازگار است. همیشه حیوانات خانگی، حتی گربه دیگر، به آرامی و در یک محیط کنترل شده به او معرفی نماید.
ممکن است به حیوانات خانگی مانند: همستر، خرگوش کوچک‌تر و خوکچه هندی به عنوان طعمه رفتار کند.